# Apanteles curticornis
Apanteles curticornis är en stekelart som beskrevs av Granger 1949. Apanteles curticornis ingår i släktet Apanteles och familjen bracksteklar. Inga underarter finns listade i Catalogue of Life.